# 奈良漬け

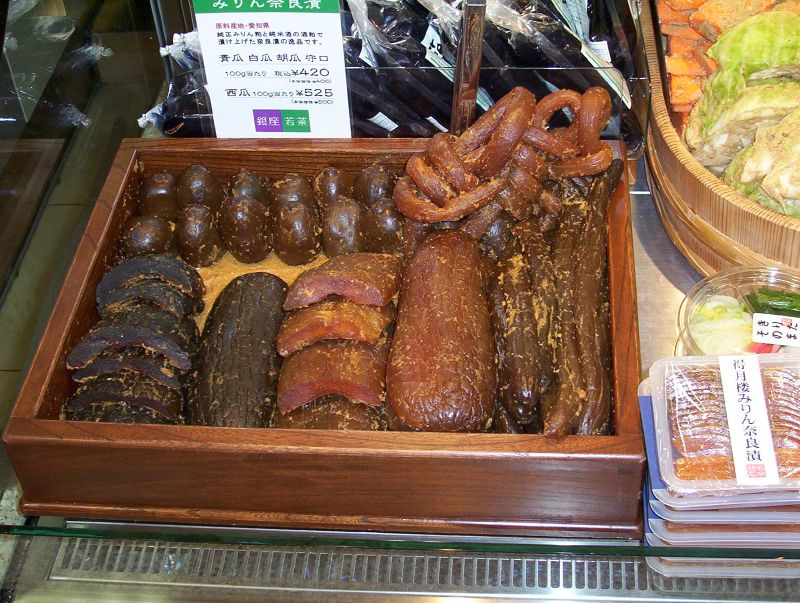
奈良漬け

奈良漬け（奈良漬、ならづけ）とは、白うり、胡瓜、西瓜、生姜などの野菜を塩漬けにし、何度も新しい酒粕に漬け替えながら作る漬物。奈良の伝統的食品の漬物である。

## 歴史
奈良漬けは、粕漬として平城京の跡地で発掘された長屋王木簡にも「進物（たてまつりもの）加須津毛瓜（かすづけけうり）加須津韓奈須比（かすづけかんなすび）」と記された貢納品伝票がある。正倉院文書には生姜と瓜の粕漬が記され、平安時代中期の延長5年（927年）に編纂された『延喜式』内膳の部には、加えて冬瓜・菁根搗・ナス・小水葱・ダイズも記されている。『延喜式』内膳の部から、瓜の粕漬は、並級の酒の、汁糟を用い、塩・滓醤・醤の調味料を加えて漬けた高塩分の漬物だった。酒粕により漬物に旨みや香り、複雑な風味を加えていたと思われる。なお、当時の酒といえばどぶろくを指していて、粕とは搾り粕ではなくその容器の底に溜まる沈殿物の染（おり）で、それに野菜を漬けこんだものであったとされる。延喜式大膳の部に汁糟漬とあり、今の奈良漬のような形式の「粕漬」ではなかった。当時は、上流階級の保存食や香の物として珍重されていたようで、高級食として扱われていた。
奈良から都が移り、平安時代になって奈良が僧坊酒で酒作りの中心地になり、やがて技術の進歩で清酒が造られ、それで現在のような酒粕が生まれ、それに応じた奈良漬けが作られるようになった。
「奈良漬け」は元々は瓜の粕漬で、その言葉は『山科家礼記』1492年（明応元年）11月3日条に、宇治の土産として「ミヤゲ、ナラツケオケ一、マススシ一桶、御コワ一器」と記してあるのが初見である。その後、1590年（天正18年）の『北野社家日記』、1597年（慶長2年）の『神屋宗湛献立日記』にも見え、1603年（慶長8年）の『日葡辞書』では「奈良漬は奈良の漬物の一種であり、香の物の代わりに使う」と記されている。
江戸時代に入ると、奈良中筋町に住む漢方医糸屋宗仙が、慶長年間（1596年 - 1615年）に、シロウリの粕漬けを「奈良漬」という名で売り出し評判となり、奈良漬けの言葉を広める。大坂の陣の時に徳川家康に献上して気に入られ、やがて医者を廃業し、江戸に呼び寄せられ幕府の奈良漬け担当の御用商人になった。奈良を訪れる旅人によって庶民に普及し、愛されるようになる。「奈良は春日(粕が)あればこそ良い都なり」といわれ、奈良は酒の産地で、奈良漬の発祥地ともなった。将軍徳川綱吉の時代、浅草の観音の門前で「奈良漬を載せたお茶漬け」が評判となり、大当たりした。やがて、瓜の粕漬から野菜の粕漬の総称となり、幕末の『守貞謾稿』後集巻1「香物」には「酒の粕には、白瓜、茄子、大根、菁を専らとす。何国に漬たるをも粕漬とも、奈良漬とも云也。古は奈良を製酒の第一とする故也。」とあり、銘醸地奈良の南都諸白から生まれる質のよい酒粕に負うところが大きいことが記されている。
奈良県以外で製造したものも奈良漬けと呼ばれ、一般名詞化している。大手や地方の酒造会社、さらには海外企業による製品もある。江戸時代後期には、大阪四天王寺北門近くの酒屋の六万堂で、蔵元の上質酒粕で野菜を漬け「浪速奈良漬」と名付けて販売され、既に奈良の範囲を超えて庶民に販売される製品になっていた。奈良県以外では、灘五郷（兵庫県）の酒粕を用いた甲南漬、愛知県名古屋市周辺で収穫される守口大根を用いた守口漬などと名付けられた品物もある。

## 製造と販売
奈良の現在の奈良漬け販売の老舗は、いずれも江戸時代末期から明治時代の創業で、江戸時代末期に造り酒屋として創業してから奈良漬け製造に転じた業者も多い。奈良漬けは、明治時代までは地域や各家庭で漬けられることはなく、こうした業者により支えられてきた。明治時代に川上村や當麻村（たいまむら）（現・葛城市）で地域の造り酒屋の酒粕が売り出され、各家庭で奈良漬けが作られた。やがて地域の造り酒屋が衰退して地元酒粕は手に入らなくなり遠方の物が使用されている。
大正時代から明治時代にかけて奈良観光が盛んになり奈良漬は土産物として重宝される。しかし、太平洋戦争以前に他地域産の粕漬との競争や、第二次世界大戦で1942年食糧への国の統制強化の食糧管理法制定での食品統制が敷かれて酒粕は配給制となり、供給量は大幅に減った。さらに、米麦の戦時増産のため、うりなどの原料野菜が手に入らず、生産は休止状態となった。この状態は戦後の食糧難でしばらく続いた。高度成長時代になると奈良観光がブームとなり、奈良漬はまた土産物として売れるようになった。
2023年現在、奈良県の主な奈良漬事業者は30事業者で、自社での製造販売事業者と販売のみの事業者に大別される。自社製造でも、工程の最初から製造する事業者と、最後の仕上げの漬け込みだけを行う事業者に分かれる。奈良市11社を中心に、大和郡山市、生駒市、葛城市、大和高田市、五條市、宇陀市と斑鳩町、上牧町、吉野町の7市3町に分散している。そのなかで、全工程自社での原材料の野菜を仕入れ、塩漬けから本漬けして販売までする一貫事業者は5社である。
1995年に開設された「道の駅ふたかみパーク當麻」（葛城市新在家）内の店舗施設の（株）農業法人當麻の家では農産物直売所や農産加工施設を持ち、奈良漬け加工場を設置して年間約400キログラムを製造販売している。夏季には各家庭の個人製造用に酒粕を販売している。

## 特徴
奈良漬けをはじめ、多くの漬物は、長期保存が可能なため、季節を問わずに使用できる保存食の野菜漬として、栽培技術や冷蔵設備が未発達な時代には重要視された。現代は琥珀色をした製品が多いが、粕床で何回も漬け替え、4年から十数年漬ける伝統的製法では黒く仕上がる。
長崎県大村市の500年以上前から伝わる押し寿司の大村寿司では、昔は奈良漬けを使用した寿司もあった。東京の江戸前寿司店では、太平洋戦争前には巻き寿司は奈良漬け巻き、干瓢巻き、鉄火巻きしかなく、他のネタを巻いてみる発想もなかった。また鰻の蒲焼きの箸休めとしても定番となっており、鰻を食べた後に口に残る脂っこさを奈良漬けが拭い去り、口をさっぱりとさせる効果がある。胃の働きを活発にし胸焼けを抑えたり、脂肪の分解、ビタミンやミネラルの吸収を助けたりするなどの効果があるとも言われている。
なお、奈良漬けを多量に摂取した後に車両等を運転すると酒気帯び運転となる場合があるので、食後に運転予定がある場合は注意が必要である。ただし、アルコール健康医学協会によると、アルコール度数5%の奈良漬けの場合は約60切れ（約400g）もの量を摂取しなければ基準値には達しないということである。また、公益財団法人交通事故総合分析センターの実験によると、奈良漬け50gを摂取して20分後に行なった走行実験では呼気中のアルコール濃度はゼロであり、走行にも影響を与えていない。酒気帯び運転で逮捕され当初は「奈良漬けを食べた」と供述した事例でも、後の調べで飲酒していたことが判明している。

## 研究と展開
奈良女子大学生活環境学部では、現代GP（グッド・プラクティス）「地域活性化への貢献（地元密着型）」研究の一環として、2006から2007年度に奈良漬けの新しい食品展開としてアイスクリームやチョコレートなどが研究された。2007年8月5日-12日の燈花会に合わせて大豆奈良漬け粕アイスモナカと奈良漬クッキー入りカップアイスと奈良野菜アイス2種が、ご当地アイスクリームとして試験販売され1800個が売れた。その後別の動きとして、2018年には、1年半熟成の粕床に7日漬けた奈良漬けクリームチーズが商品化販売された。

## 法的規格
農林規格-農産物粕漬類「なら漬け-農産物かす漬け類のうち、酒かす等を用いて漬け替えることにより、塩抜き又は調味したものを、仕上げかす（最終の漬けに用いる酒かす等をいう。以下同じ。）に漬けたものをいう。」（2015年5月28日改正）。